# Ібрагім Кулі Кутб-шах
Ібрагім Кулі Кутб-шах (1518 — 5 червня 1580) — султан Голконди, молодший брат Джамшіда Кулі Кутб-шаха. На противагу своєму брату, Джамшіду, був прогресивним правителем. Підтримував поезію. Відновив та укріпив форт Голконди.

## Життєпис
Походив з династії Кутб-шахів. Молодший син Кулі I Кутб-шах, султана Голконди. Після вбивства останнього у 1543 році другим братом Джамшідом, Ібрагім втік до Віджаянагара, де здобув підтримку фактичного правителя Рамараї Аравіду. Був тут перебував до 1550 року, коли поміер Джамшід.
У 1550 році після смерті небожа Субхан Кулі Кутб-шаха посів трон. Багато зробив задля відновлення внутрішнього спокою в державі. Деякий час зберігав мир з сусідами, але зрештою вступив у конфлікт з Біджапурським та Бідарським султанами і Віджаянагарською імперією, що тривав протягом 1557-1560-х років.
Втім зумів замиритися з султанами проти Віджаянагару. У 1564 році в союзі з Хуссейн Нізам-шахом I атакував землі віджаянагарської імперії, але зазнав поразки. У 1565 році в союзі з Біджапуром, бідаром, Ахмеднагаром у битві при Талікоті переміг війська Віджаянагару, в результаті ця держава розпалася. Захопив області навколо фортець Адоні та Удаягірі.

## Меценат і поет
Був покровителем поетів Сінганачаріуду, Адданкі Гангадхаруду, Кандукуру Рудракаві. Ібрагім Кулі Кутб-шах сам складав вірші мовою телугу під псевдонімом Малкі Бхарама.